# Севернёв, Михаил Максимович
Михаил Максимович Севернёв (21 ноября 1921, деревня Север, Могилёвский уезд, Гомельская губерния, РСФСР — 4 апреля 2012) — советский учёный в области механизации сельского хозяйства, государственный деятель. Академик ВАСХНИЛ (1978), иностранный член РАСХН (1992), Академии аграрных наук Республики Беларусь (1992—2002), НАН Беларуси (2003), доктор технических наук (1964), профессор (1969). Лауреат Государственной премии БССР (1978). Участник Великой Отечественной войны и партизанского движения в Беларуси.

## Биография
Окончил Головчинскую среднюю школу (1941). В годы Великой Отечественной войны — в партизанском отряде «За родину», принимал участие и в рельсовой войне. С 1944 года — в действующей армии минометчиком, принимал участие во взятии Кенигсберга. Войну закончил в звании младшего сержанта.
После войны окончил Белорусский политехнический институт (1951). С 1954 г. младший научный сотрудник Института механизации и электрификации сельского хозяйства АН БССР, в том же году защищает кандидатскую диссертацию. С 1955 г. руководитель лаборатории, а с 1965 по 1983 г. директор Центрального научно-исследовательского института механизации и электрификации сельского хозяйства Нечернозёмной зоны СССР. Одновременно в 1972—1976 гг. заместитель Председателя Совета Министров БССР, с 1976 по 1980 академик-секретарь Западного отделения ВАСХНИЛ. С 1983 по 2002 заведующий лабораторией топливно-энергетических ресурсов в сельском хозяйстве БелНИИМСХ, одновременно с 1992 года. вице-президент Академии аграрных наук Республики Беларусь, с 1996 г. советник Президиума Академии аграрных наук РБ. С 2002 г. главный научный сотрудник Института механизации сельского хозяйства Национальной академии наук Беларуси, с 2006 по 2012 главный научный сотрудник Научно-практического центра НАН Беларуси по механизации сельского хозяйства. Депутат Верховного Совета БССР в 1970—1980 гг.

## Научный и практический вклад
Научные работы в области надежности и долговечности сельскохозяйственных машин, энергосбережения в сельском хозяйстве. Внес вклад в разработку земледельческой техники, теории трения и износа машин и механизмов, их работоспособности и долговечности. Развил теорию энергетической оценки машин и технологий сельскохозяйственного производства. Предложил методы и средства технического обслуживания сельскохозяйственной техники, ресурсосбережения, использования возобновляемых источников энергии в производственных процессах и предложил новые гелиосистемы для подогрева воздуха и воды.
Автор более 500 научных работ, в том числе 11 монографий, 40 авторских свидетельств и патентов на изобретения. Подготовил 5 докторов и 42 кандидата наук.
Государственная премия Белорусской ССР 1978 г. за разработку технологии и жатки для уборки полеглых зерновых культур.

## Основные работы
- Долговечность и работоспособность сельскохозяйственных машин. Соч., 1963.
- Износ деталей сельскохозяйственных машин. Л.: ЛСХИ, 1972 (в соавт.).
- Опыт и проблемы аграрно-промышленного кооперирования. М.: Экономика, 1975 (в соавт.).
- Механическое обезвоживание и термическая сушка высоковлажных кормов. М.: Колос, 1980 (в соавт.).
- Хранение сельскохозяйственной техники. Соч., 1980.
- Работоспособность и сохранность сельскохозяйственной техники. Соч.: Урожай, 1980 (в соавт.).
- Основы природопользования. Соч.: Наука и техника, 1980 (в соавт.).
- Перспективные мобильные энергетические средства (МЭС) для сельскохозяйственного производства. Соч.: Наука и техника, 1982 (ред.).
- Энергосберегающие технологии в сельскохозяйственном производстве. М.: Колос, 1992.
- Энергосберегающие технологии в сельскохозяйственном производстве. Соч.: Урожай, 1994.
- Износ и коррозия сельскохозяйственных машин. Соч.: Белорусская наука, 2011 (в соавт.).

## Награды
Награждён орденами Октябрьской Революции (1971) , Трудового Красного Знамени (1973, 1978), Красной Звезды (1944), Отечественной войны I степени (1985), «Знак Почета» (1966), медалью Франциска Скорины (2002), медалью «За отвагу», другими медалями.